# マーバグ
マーバグ MÁVAG (Magyar Királyi Államvasutak Gépgyára; Hungarian Royal State Railroads' Machine Factory)はかつて存在したハンガリーの鉄道車両製造会社である。MÁVAGはハンガリー王国によって設立された。第二次世界大戦後、完全に国有化され社名から"Királyi" ("Royal")が外された。
マーバグは1000人を雇用した。工場はブダペストのVIIIに位置し、19世紀のハンガリーにおいて最も重要な機械工場であった。
1873年から蒸気機関車の生産を開始し、1896年にハンガリー民族定住1000周年を祝い、1924年からは有名なハンガリー国有鉄道424型蒸気機関車の生産を開始した。
1900年より機関車の輸出も開始し、多数の機関車や気動車を1900年からイタリアやルーマニア、ソビエト連邦、エジプト、インド、ユーゴスラビア、韓国等へ輸出した。
1959年、MÁVAGはガンツ社と合併して社名をGanz-MÁVAGに変更した。
合併以降の経歴についてはガンツで解説する。